# Magister (band)
Magister is een Vlaamse folkgroep die vooral live optredens verzorgt op folkbals.
Magister is een project van de broers Pieter De Meester en Jonas De Meester, die beide ook in de folkgroep AedO spelen. Ze spelen respectievelijk op saxofoon en gitaar. Pieter en Jonas zijn zonen van Guido De Meester, een vaste waarde in de groep Ashels.
Sterke, opzwepende en dansbare ritmes zijn het handelsmerk van Magister. De nummers vallen minder onder het typische repertoire van AedO en hebben regelmatige duidelijke jazzinvloeden.
Op het podium worden ze versterkt door Sam Van Ingelgem op bas (Fluxus) en Ludo Stichelmeyer op percussie (EmBRUN). Naast het Boombalcircuit was Magister ook al op op festivals zoals Triskel winterfolk, Folk Dranouter, Dranouter aan zee en de Gentse Feesten.

## Band
- Pieter De Meester: alt- en sopraansaxofoon
- Jonas De Meester: akoestische en elektrische gitaar
- Sam Van Ingelgem: elektrische basgitaar en contrabas
- Ludo Stichelmeyer of Tom De Wulf: percussie
- Koen Garriau (gastmuzikant): saxofoon

## Discografie
| Jaar | Titel           |                                                                 |
| ---- | --------------- | --------------------------------------------------------------- |
| 2005 | Jonge Folk Fars | De Roses Jig staat op deze compilatie-CD                        |
| 2006 | BOOMbal         | De Roses Jig staat op deze compilatie-CD in een live uitvoering |